# 1762 Russell
För andra betydelser, se Russell.
1762 Russell eller 1953 TZ är en asteroid i huvudbältet, som upptäcktes 8 oktober 1953 av Indiana Asteroid Program vid Indiana University Bloomington med Goethe Link Observatory. Asteroiden har fått sitt namn efter den amerikanske astrofysikern Henry Norris Russell.
Asteroiden har en diameter på ungefär 17 kilometer och den tillhör asteroidgruppen Koronis.